# Quartinia breyeri
Quartinia breyeri är en stekelart som beskrevs av Richards 1962. Quartinia breyeri ingår i släktet Quartinia och familjen Masaridae. Inga underarter finns listade i Catalogue of Life.